# Ludmann László (feltaláló)
Ludmann László (Nádudvar, 1921. december 12. – Budapest, 2015. április 11.) Kossuth-díjas magyar gépészmérnök, feltaláló.

## Élete
1936 és 1939 között ipari tanulóként, 1940-ig pedig idomszerészként dolgozott a budapesti MÁVAG-nál. 1954-ben gépészmérnöki oklevelet szerzett a Budapesti Műszaki Egyetemen. A Budapesti Szerszámgépgyár főkonstruktőre. Fontosabb munkája az E-320 és E-400-as esztergagép megalkotása volt.
A Gépipari Tudományos Egyesület Gyártási Rendszerek Szakosztály titkára. 1986-ban ment nyugdíjba, de az alkotómunkát még sokáig nem hagyta abba. 2015. április 11-én hunyt el.

## Elismerése
- Kossuth-díj (1955)
- Brüsszeli Világkiállításon Nagydíjjal tüntették ki az E-400-as esztergagépét. (1958)